# Antonio Astiazarán Gutiérrez
Antonio Astiazarán Gutiérrez (Guaymas, Sonora; 13 de julio de 1971)  conocido como "Toño" Astiazarán, es un abogado y político mexicano. Fue Diputado Federal por el IV Distrito de Sonora en la LIX Legislatura, del 2003 al 2006, presidente municipal de Guaymas del 16 de septiembre del 2006 al 18 de marzo del 2009 y nuevamente diputado federal del IV Distrito en la LXII Legislatura del Congreso de la Unión de México por el Partido Revolucionario Institucional del 2012 al 2015. De 2017 a 2018 fue Jefe de oficina de la Secretaría de Desarrollo Social (SEDESOL). Actualmente es Presidente Municipal de Hermosillo, Sonora. 

## Biografía y educación
Hijo de Fernando Astiazarán Aguilar y Conchita Gutiérrez Ruiz, nació el 13 de julio de 1971 en Guaymas, Sonora, donde pasó la mayor parte de su infancia y realizó sus estudios básicos y medio superior. 
Cursó la primaria y secundaria en el Colegio Navarrete y la preparatoria en el Instituto Tecnológico de Estudios Superiores de Monterrey, Campus Guaymas, donde se graduó en el año de 1988. Al terminar la preparatoria, se trasladó a Estados Unidos donde estudió durante un semestre en la Universidad de  Wisconsin, en Whitewater. Al finalizar su residencia, regresó a Sonora para estudiar la licenciatura en Derecho en la Universidad de Hermosillo, donde además de ser el Primer Presidente de la Sociedad de Alumnos, se graduó con mención honorífica en 1994. Se especializó en Derecho Internacional Público, y en 1995, se mudó a Colchester, Inglaterra para estudiar una Maestría en Teoría Política por la Universidad de Essex, obteniendo su posgrado en el año siguiente.

## Experiencia en administración pública
Mientras estudiaba la carrera, Antonio Astiazarán comenzó a trabajar en la Dirección General Jurídica del Gobierno del Estado de Sonora además de ser miembro del Frente Juvenil Revolucionario del PRI en Sonora. En 1997, fue Secretario Particular del Gobernador del Estado de Sonora. En el año 2000,  obtuvo el cargo de Secretario de Turismo. Durante su gestión resalta el Primer Fondo Mixto de Promoción Turística en el Estado en Guaymas, Puerto Peñasco y Ciudad Obregón. Además de participar como mediador al resolver conflictos legales en la tenencia de la tierra, como el litigio del Fraccionamiento Las Conchas, de Puerto Peñasco.

## Presidencia municipal

### Guaymas
En el periodo 2006-2009 tomó protesta como Presidente Municipal del H. Ayuntamiento de Guaymas. En su mandato, se obtuvo el primer lugar en inversión de recursos municipales en obra pública, seguridad pública  y en generación de empleos en el Estado. Entre las principales obras destacan:  Malecón Turístico de Guaymas, con fuente danzante, nuevo parque Infantil, terminal de cruceros donde arribó el primer crucero en la historia de Guaymas, además del Libramiento para el transporte de carga y el nuevo relleno sanitario, que cumple con la norma ambiental.

## Otros cargos
Como promotor del Programa Energía Sonora, impulsó proyectos de eficiencia energética, y de generación de energía limpia y renovable. El Parque Eólico “Puerto Peñasco” es el primer modelo de generación de energía limpia y renovable en México, mediante el cual miles de familias sonorenses de escasos recursos, obtienen ahorros en su recibo de luz. El éxito de dicho proyecto hizo posible la ampliación del Programa, que pronto instalará un segundo aerogenerador, para beneficiar a otras 10,500 familias en todo el Estado de Sonora. En el poder legislativo, ha sido diputado federal en las LIX y LXII Legislaturas, participando en las Comisiones de Presupuesto, Hacienda y Energía, entre otras. En ambas legislaturas fue coordinador de los diputados federales priistas de Sonora. Se desempeñó como Coordinador de Transversalidad en la Secretaría de Desarrollo Social del Gobierno Federal, donde participó en la integración de los programas que ejercen los organismos sectorizados a esta Dependencia. Fue nombrado Jefe de oficina de la Secretaría de Desarrollo Social, el 25 de octubre del 2017 por el titular de la misma Secretaría Luis Enrique Miranda Nava. Renunció al cargo el 26 de enero de 2018 y posteriormente renunció al PRI tras más de 30 años de militancia, el 16 de febrero de 2018, para postularse como candidato externo al Senado de Sonora con el Partido Acción Nacional.